# Bernardo de Rezende
Bernardo Rocha de Rezende o simplemente Bernardinho (Río de Janeiro, Brasil, 25 de agosto de 1959) es un exjugador profesional y entrenador de voleibol brasileño, actual seleccionador de la Selección masculina de voleibol de Brasil y del Sesc/Río de Janeiro Vôlei Clube femenino.
Rezende es el entrenador más exitoso en la historia del voleibol, acumulando más de 30 títulos importantes en una carrera de veinte años dirigiendo a la selección masculina brasileña y a equipos femeninos. Ha ganado seis medallas olímpicas (una como jugador y cinco como seleccionador) y es el padre del jugador de voleibol Bruninho.

## Biografía

### Jugador
Bernardinho transcurre toda su carrera como jugador en Brasil, en equipos de Río de Janeiro. Su primer club es el Fluminese donde se queda por 8 temporada ganando el campeonato carioca de 1976. En 1980 se marcha al Volley Atlántico Boavista y en cinco temporadas gana otros dos campeonatos carioca y la liga brasileña de 1981; acaba su carrera a nivel de clubes entre Flamengo y Vasco da Gama sin ganar títulos.
Internacional con Brasil entre 1979 y 1985 participa en dos ediciones de los Juegos Olímpicos, la de   Moscú 1980 y la de  Los Ángeles 1984 donde gana la medalla de plata siendo derrotado 3-0 en la final por la selección de Estados Unidos de Karch Kiraly, Steve Timmos y Craig Buck. Además se corona campeón en tres campeonatos sudamericanos consecutivos en 1981, 1983 y 1985 y subcampeón mundial en la edición de Argentina 1982.
Es autor de los libros Bernardinho - Cartas a un joven atleta - Determinación y Talento: El camino de la Victoria y Transformando Suor en Oro.
Estilo de juego 
"El deporte brasileño jamás tuvo un entrenador como Bernardinho, ni el legendario Kanela, del baloncesto bicampeón mundial, ni el hiper victorioso Lula, que reinó durante 11 años en el campeonísimo Santos de Pelé, ni siquiera Telê Santana. Curiosamente, Bernardinho no pelea con que no se sienten como si fueran a ver a un hombre que no le gustaba, y que no le gustaba. los deportistas excepcionales y la formación intelectual que raros deportistas tienen, lo que explica mucho. 
Bernardinho es un perfeccionista al extremo, que enfatiza siempre el ritmo fuerte de entrenamiento. "Fabi, libero de la Selección Femenina Bi-campeona olímpica, afirmó, en un reportaje dado al SporTV, que" las cobranzas excesivas de Bernardinho son reflejo de un profesional que busca la perfección y exige lo mejor en cualquier circunstancia . Además, le gusta moverse en la estructura de la cual los equipos que entrena. tado por él en los entrenamientos es su incansable esfuerzo de sacar a sus atletas de la "zona de confort".
Cuando técnico de la selección femenina, una de las primeras medidas del técnico fue la inclusión de la musculación en la rutina de entrenamiento, lo que hizo que la calidad técnica de las jugadoras se uniera al desarrollo de la fuerza física. La revista Época publicó en 1998 un reportaje titulado 'Musas Turbinadas', en el que decía que la Selección contaba con 12 atletas y un tirano que llevaba a las jugadoras a las lágrimas.
En la Selección Masculina, los períodos de entrenamiento aumentaron, la integración entre los jugadores también. 
"El Bernardinho trajo una mentalidad diferente para la selección, sacó a la gente de lo que llama" zona de confort ", pasamos a despertar más temprano, a hacer un esfuerzo adicional, y de una selección que no venció nada, pasamos a vencer todo. 
Otro punto de cambio en la Era Bernardinho fue la renovación de talentos. Él supo mezclar nuevos nombres que poco a poco se incorporan a la selección. 

### Entrenador
Empieza a entrenar como segundo de Bebeto en el banquillo de Brasil en los   Juegos Olímpico de Seúl 1988 y se queda hasta 1990 cuando se marcha a Italia al Sirio Perugia femenino y gana la Copa de Italia 1991-1992. Tras una temporada en el banquillo del Pallavolo Modena (equipo en el cual jugará su hijo Bruninho dos décadas más tarde), vuelve a Brasil siendo nombrado seleccionador de la selección femenina. Entre 1994 y 2000 gana tres campeonatos sudamericanos, tres World Grand Prix y las medallas de bronce en los Juegos Olímpicos de  Atlanta 1996 y  Sídney 2000. También se proclama subcampeón mundial en la edición disputada en casa en 1994 tras ser derrotado en la final por 3-0 por la selección de Cuba.
Gracias a los éxitos conseguidos (hasta 1996 la selección femenina no había ganado nigua medalla olímpica) en 2001 es nombrado seleccionador de la selección masculina. Con la selección llega por tres veces consecutivas hasta la final olímpica, llevándose el oro en la edición  Atenas 2004 (victoria por 3-1 frente a Italia y las platas en las de  Pekín 2008 (derrota 3-1 por mano de Estados Unidos) y de  Londres 2012 (derrota por 3-2 ante Rusia. En 2002 lleva a Brasil al primer triunfo mundial de su historia, revalidando título en las siguientes dos ediciones (2006 y 2010): se convierte así en el primer entrenador en la historia en ganar tres mundiales de forma consecutiva.
A los éxitos en Juegos Olímpicos y Mundiales añade seis campeonatos sudamericanos y ocho Ligas Mundiales las más recientes con su hijo Bruninho como armador titular.
A partir de 1997 es también el entrenador del Río de Janeiro Vôlei Clube femenino con el cual ha conseguido ganar 10 títulos nacionales, el Campeonato sudamericano de clubes de 2013, 2015 y la medalla de plata en el campeonato mundial de clubes de 2013.
En la temporada 2014/2015 gana el décimo título nacional y su segundo campeonato continental derrotando el Osasco por 3-1 en la final.
El 11 de enero de 2017, se anunció su salida de la selección brasileña de voleibol masculino tras un ciclo exitoso de 16 años, siendo sustituido por Renan Dal Zotto

## Empresario
Además de conferencista, Bernardinho también es empresario en varios frentes de negocio distintos y forma parte del consejo de administración de todas ellas:
Delirio Tropical  red de restaurantes fundada en 1983 con 9 unidades en Río de Janeiro.
Grupo Bodytech  - mayor red de gimnasios de América Latina, con 50 unidades (siendo 37 bajo la marca Bodytech y 13 bajo la marca Fórmula) y más de 87 mil alumnos.
Instituto Compartir ] - ONG creada por Bernardinho con la misión de desarrollar jóvenes de comunidades carentes por medio del deporte.
eduK  - institución de enseñanza en línea dirigida a cursos de formación profesional.

## Política
En agosto de 2013, Bernardinho se afilió al PSDB tras haber sido invitado por Aécio Neves, entonces presidente nacional del partido, que lo consideraba un buen nombre para disputar el gobierno de Río de Janeiro en las elecciones de 2014. [24]
En abril de 2017, Bernardinho cambió de partido y se afilió al NUEVO.

## Jugador
- 1981 - Bronze na Copa do Mundo de Voleibol de 1981  1982 - Campeão do Mundialito  1982 - Prata no Mundial de 1982  1983 - Bicampeão sul-americano  1983 - Ouro no Pan-americano de Caracas  1984 - Prata na Olimpíada de Los Angeles  1985 - Tricampeão sul-americano  1986 - Campeão sul-americano

### Entrenador

#### Clubes
- Torneio Top Volley: 2006 e 2009  Salonpas Cup: 2004, 2006 e 2007   Campeonato Sul-Americano de Clubes de Volei Feminino:: 2013, 2015[16], 2016[17] e 2017[18]   Superliga Brasileira de Voleibol: 97/98, 99/00, 05/06, 06/07, 07/08, 08/09, 10/11, 12/13, 13/14, 14/15, 15/16 16/17   Copa do Brasil de Voleibol: 2007, 2016[19] e 2017[20]   Supercopa Brasileira de Voleibol:2015[21] , 2016[22] e 2017   Campeonato Carioca de Voleibol: 2004, 2005, 2006, 2007, 2008, 2009, 2010, 2011 ,2012,2013,2014,2015 e 2017   Campeonato Paranaense de Voleibol: 2003   Supercopa dos Campeões de Vôlei: 2001   Copa Rio de Vôlei: 2009